# 중화인민공화국의 정당
중화인민공화국의 정당은 중국 공산당의 영도에 따른 다당 합작 제도를 따르고 있다. 중화인민공화국에는 중국 공산당 외에 8개의 민주당파 정당(중국 공산당의 위성정당)이 있는데 다음과 같은 정당이 있다.
- 중국 국민당 혁명위원회
- 중국 민주 동맹
- 중국 민주 건국회
- 중국 민주 촉진회
- 중국 농공 민주당
- 중국 치공당
- 구삼 학사
- 대만 민주자치동맹

중화인민공화국에서 지정한 특별행정구에서 개별적으로 존재하는 정당들에 대해서는 홍콩의 정당, 마카오의 정당 문서를 참조하라.

## 같이 보기
- 중화민국의 정당
- 중화인민공화국의 정치